# Michael Blum
Michael Blum (Düsseldorf, 25 december 1988) is een Duits professioneel voetballer die doorgaans speelt als linksback. In juli 2024 verruilde hij KFC Uerdingen 05 voor SG Unterrath.

## Clubcarrière
Na het doorlopen van diverse jeugdopleidingen in Düsseldorf kwam Blum via Rot-Weiss Essen terecht bij VfB Speldorf. Bij die club speelde hij één seizoen, voordat hij ingelijfd werd door Karlsruher SC om in eerste instantie bij de beloften te spelen, maar later ook in het eerste elftal. Op 30 april 2010 werd bekendgemaakt dat Blum vertrok naar MSV Duisburg om daar twee jaar te spelen. Dat liep echter anders, want na een half jaar zonder speeltijd vertrok de middenvelder op huurbasis naar Hansa Rostock, dat hem daarna direct inlijfde. Na twee jaar bij die club, ondertekende hij een contract van VfL Osnabrück.
Na één seizoen en zestien competitiewedstrijden verkaste hij naar SV Elversberg. Na twee jaar stapte hij transfervrij over naar Eintracht Trier, waar hij zijn handtekening zette onder een verbintenis voor de duur van één seizoen. Na een jaar verliet de vleugelverdediger de club. In januari 2018 tekende Blum voor een halfjaar bij Wuppertaler SV. Een halfjaar later verkaste de verdediger naar Chemnitzer FC. Een jaar later nam BFC Dynamo hem over. KFC Uerdingen 05 werd medio 2023 zijn nieuwe werkgever. Een jaar later ging hij voor SG Unterrath spelen.